# Plaża Bondi
Plaża Bondi (Bondi Beach) – jedna z największych plaż Sydney. Jej nazwa pochodzi od słowa boondi, co w języku zamieszkujących te tereny Aborygenów oznacza "hałas wywołany uderzeniem fali".
Plaża Bondi w Sydney została skwalifikowana przez National Geographic na 8 miejscu wśród najlepszych plaż miejskich na świecie.

## Galeria

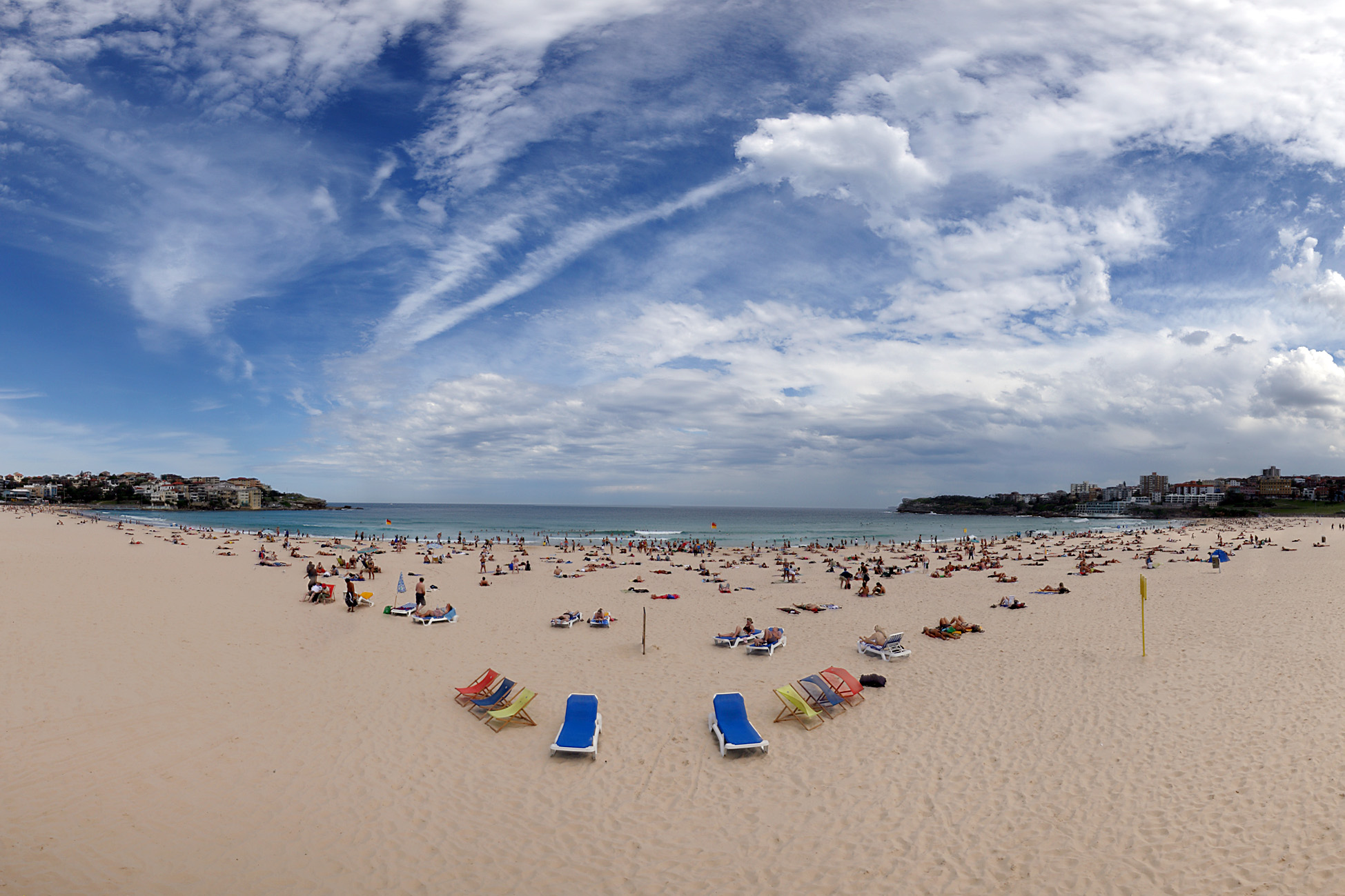
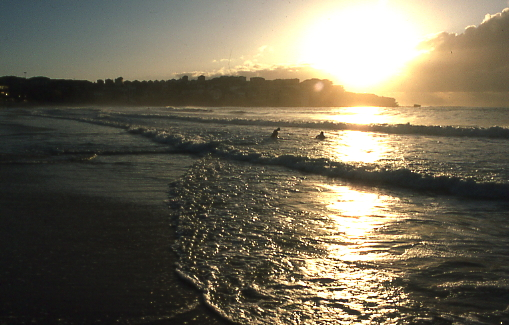
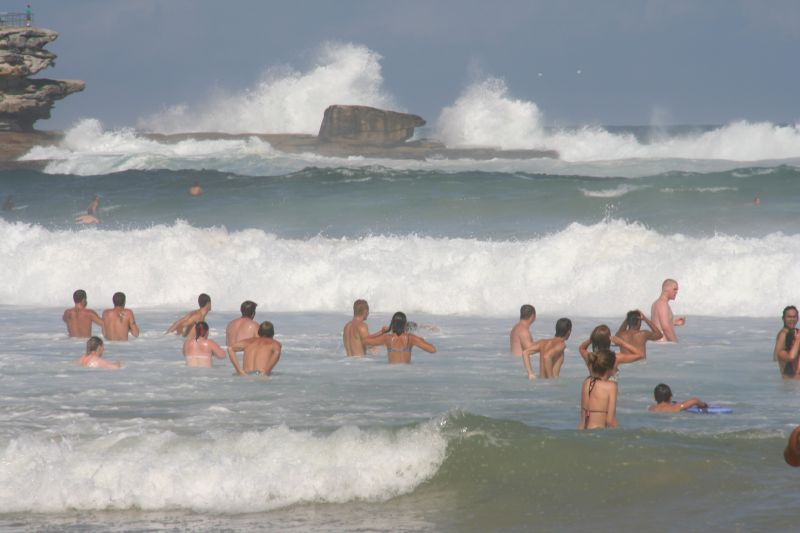
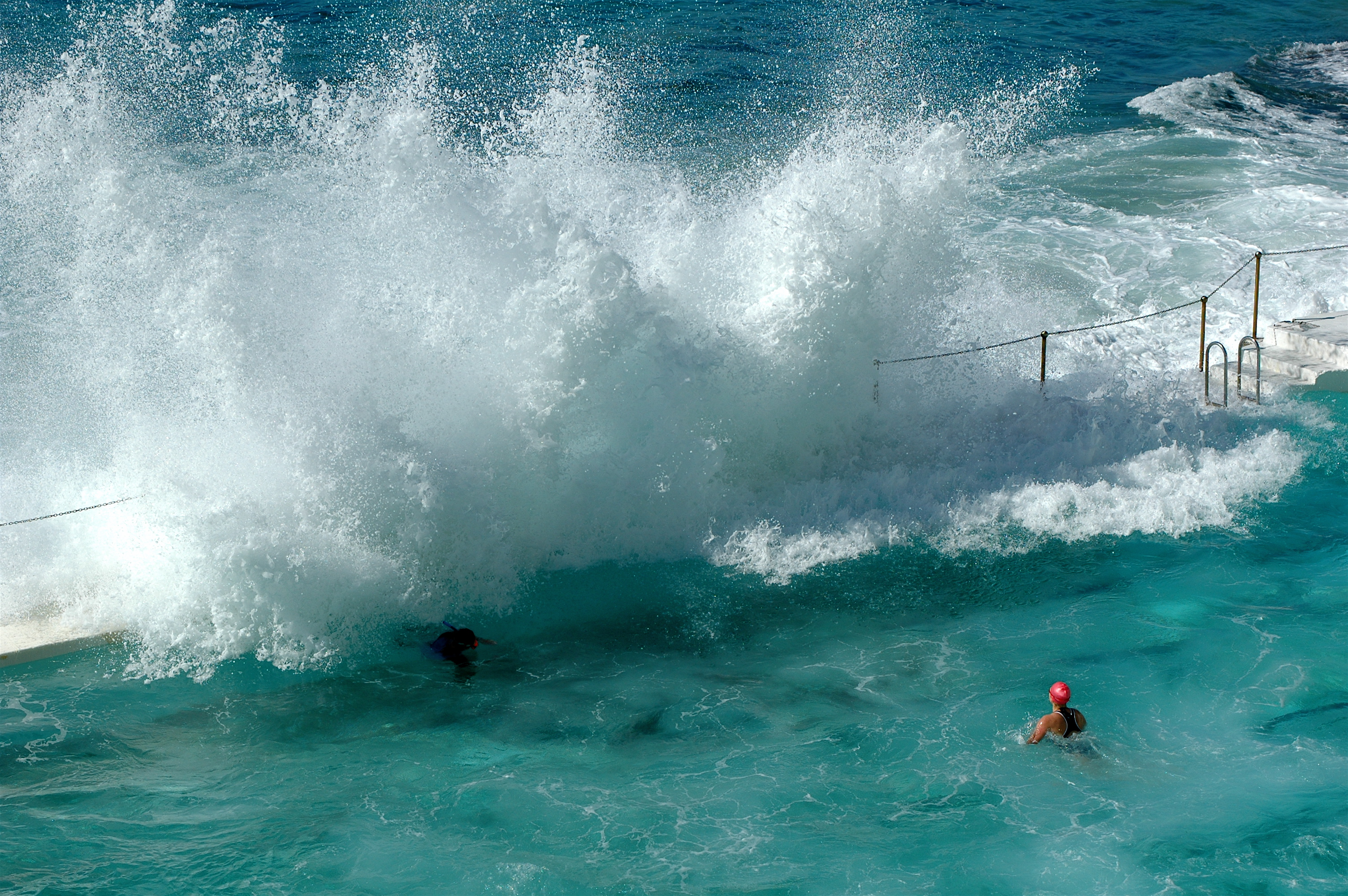